# Утяшев, Фуат Шарипович
Фуат Шарипович Утяшев (12 ноября 1920, Абдрашитово, Уфимская губерния — 6 мая 1998, Уфа) — советский хозяйственный, государственный и политический деятель. Участник Великой Отечественной войны (дата призыва 1941 год; 06.02.1943),  майор запаса.

## Биография
Родился в 1920 году в деревне Токтар-Абдрашитово (ныне — Абдрашитово в Альшеевском районе). Член КПСС.
С 1940 года — на хозяйственной, общественной и политической работе. В 1940—1982 гг. — пилот 233‑го авиаотряда Восточно-Сибирского управления Гражданского воздушного флота, в 1‑й авиатранспортной дивизии (Москва), в 1‑й перегоночной дивизии (Якутск), командир корабля, заместитель командира, командир эскадрильи в Приволжском управлении ГВФ, командир эскадрильи Чукотского авиаотряда Управления полярной авиации, командир корабля, пилот-инструктор, старший инспектор, начальник лётно-штурманского отдела, командир Уфимского объединённого авиаотряда.
Призван в  1941 году Иркутским ГВК, Иркутская обл., г. Иркутск. Дата окончания службы: 25.01.1968. Воинское звание: майор запаса
Умер в Уфе в 1998 году.